# 船帆商務中心
船帆商務中心（烏克蘭語：Бізнес Центр «Парус»），或音譯為帕魯斯商務中心，是位於烏克蘭首都基輔的一座高層商辦建築，位於基輔市中心。樓高34層，含天線尖頂高度為156米。
建設開始於2004年，並於2007年2月完工，當時是烏克蘭最高的建築，截至2018年，它仍然是該國第三高的建築。
該建築最初定為“埃爾斯堡廣場”（«Ельсбург Плаза»），但後來更名為«Парус»，（字面翻譯為“帆”），因建築物的橢圓形外觀形似船帆。
船帆商務中心被烏克蘭商業周刊《Kontrakty》評為基輔最昂貴的商辦之一，年租金收入約為5000萬美元。

## 事件
2008年5月28日，三個人偽裝成洗窗工進入了大樓頂樓，並進行了跳傘表演。最終三人都成功著陸，但當日值勤的守衛遭解雇。

## 外部連結
- 官方網頁 （页面存档备份，存于） （俄語）